# Strikeforce: Payback
Strikeforce: Payback foi um evento de artes marciais mistas promovido pelo Strikeforce, ocorrido em 3 de outubro de 2008 no Broomfield Events Center em Broomfield, Colorado. Esse foi o primeiro evento do Strikeforce ocorrido no estado de Colorado, e o evento principal foi a luta entre Duane Ludwig e Sammy Morgan.

## Background
Pat Barry era esperado para enfrentar Andre Walker no evento, mas assinou um contrato com o Ultimate Fighting Championship e foi substituído por Carlos Zevallos.